# Seulline
Ne doit pas être confondu avec Saline, autre commune nouvelle du Calvados.
Seulline est une commune française située dans le département du Calvados en région Normandie, peuplée de 1 309 habitants. Elle est créée par la fusion, sous le régime juridique des communes nouvelles, le 1er janvier 2016, des deux communes de Coulvain et Saint-Georges-d'Aunay auxquelles se joint le 1er janvier 2017 la commune de La Bigne. Ces trois anciennes communes deviennent des communes déléguées.

## Géographie

### Hydrographie
La commune est située dans le bassin Seine-Normandie. Elle est drainée par la Seulles, l'Odon, la Seulline, le ruisseau de la Chaine, le fossé 01 de Montpied, le fossé 01 de la Quettevillière, le fossé 01 de Saulques, le fossé 01 de la Jouerie, le fossé 01 de Quévrus, le ruisseau du Val Boquet, le ruisseau de Beslondes, le fossé 01 de Charleval, le fossé 01 du Loup Pendu, le fossé 01 de la commune de Saint-Georges-D'Aunay, le fossé 09 des Landes, le fossé 02 de la commune de Saint-Georges-d'Aunay, le fossé 01 de la Scellerie, le ruisseau du Bus et divers autres petits cours d'eau,.
La Seulles, d'une longueur de 72 km, prend sa source dans la commune de Dialan sur Chaîne et se jette  dans la baie de Seine à Courseulles-sur-Mer, après avoir traversé 31 communes. 
L'Odon, d'une longueur de 47 km, prend sa source dans la commune des Monts d'Aunay et se jette  dans l'Orne à Fleury-sur-Orne, après avoir traversé 20 communes. 
La Seulline, d'une longueur de 11 km, prend sa source dans la commune  et se jette  dans la Seulles à Villy-Bocage, après avoir traversé six communes. 

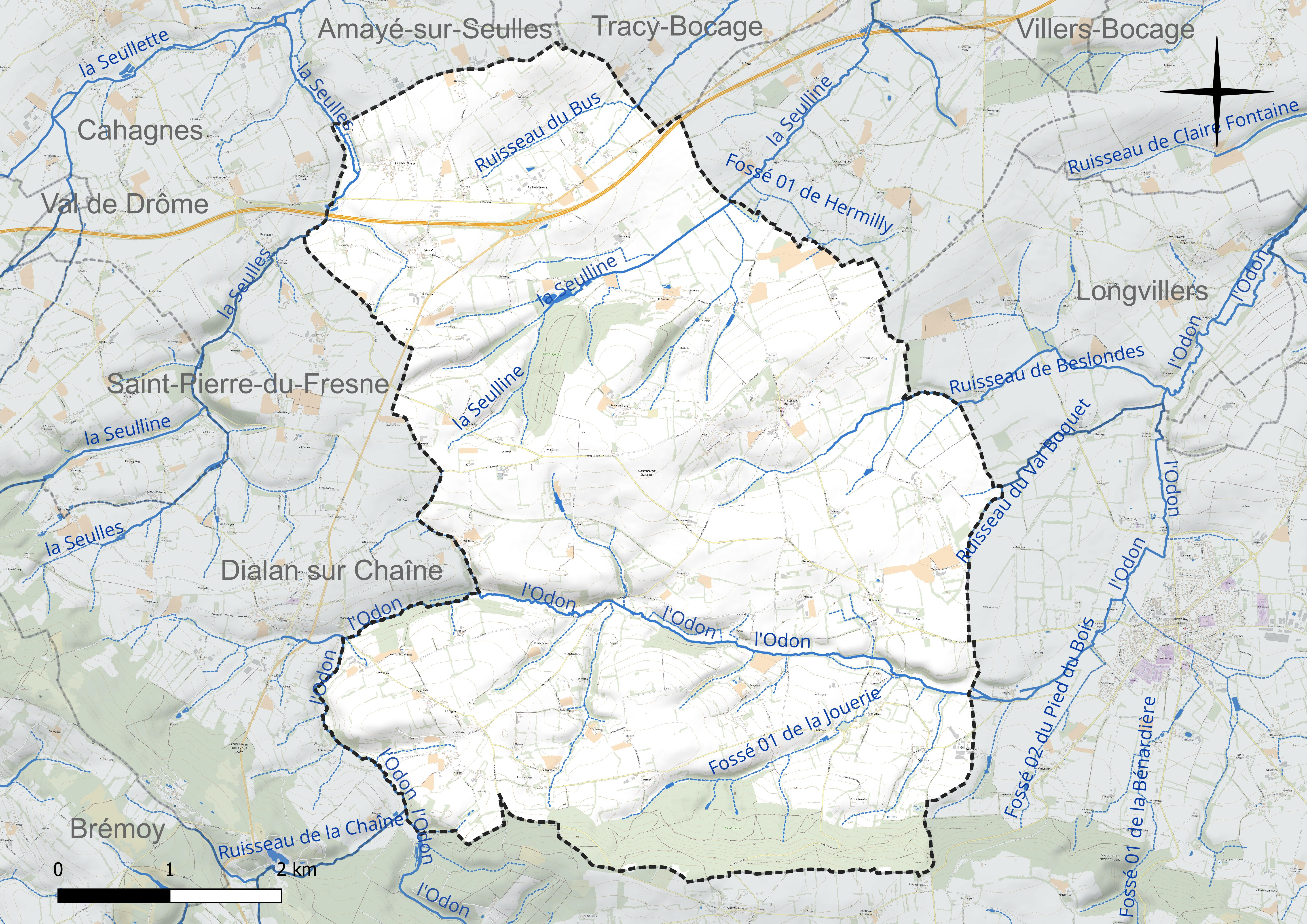
Réseau hydrographique de Seulline.

### Climat
Pour des articles plus généraux, voir Climat de la Normandie et Climat du Calvados.
En 2010, le climat de la commune est de type climat océanique franc, selon une étude du Centre national de la recherche scientifique s'appuyant sur une série de données couvrant la période 1971-2000. En 2020, Météo-France publie une typologie des climats de la France métropolitaine dans laquelle la commune est exposée à un climat océanique et est dans la région climatique  Normandie (Cotentin, Orne), caractérisée par une pluviométrie relativement élevée (850 mm/a) et un été frais (15,5 °C) et venté. 
Pour la période 1971-2000, la température annuelle moyenne est de 10,3 °C, avec une amplitude thermique annuelle de 12,8 °C. Le cumul annuel moyen de précipitations est de 893 mm, avec 13,2 jours de précipitations en janvier et 8,2 jours en juillet. Pour la période 1991-2020, la température moyenne annuelle observée sur la station météorologique installée sur la commune est de 11,3 °C et le cumul annuel moyen de précipitations est de 992,2 mm,. Pour l'avenir, les paramètres climatiques de la commune estimés pour 2050 selon différents scénarios d'émission de gaz à effet de serre sont consultables sur un site dédié publié par Météo-France en novembre 2022.
| Mois                                  | jan.             | fév.           | mars        | avril         | mai           | juin          | jui.          | août          | sep.         | oct.            | nov.          | déc.          | année      |
| ------------------------------------- | ---------------- | -------------- | ----------- | ------------- | ------------- | ------------- | ------------- | ------------- | ------------ | --------------- | ------------- | ------------- | ---------- |
| Température minimale moyenne (°C)     | 2,7              | 2,7            | 4,1         | 5,7           | 8,4           | 11,2          | 12,9          | 13,4          | 11,5         | 9,2             | 5,8           | 3,5           | 7,6        |
| Température moyenne (°C)              | 5,1              | 5,6            | 7,5         | 9,9           | 12,9          | 15,9          | 17,8          | 18,1          | 15,8         | 12,5            | 8,6           | 6             | 11,3       |
| Température maximale moyenne (°C)     | 7,6              | 8,5            | 11          | 14,2          | 17,4          | 20,6          | 22,7          | 22,7          | 20,2         | 15,8            | 11,3          | 8,5           | 15         |
| Record de froid (°C) date du record   | −13,4 02.01.1997 | −10,1 28.02.18 | −6 01.03.05 | −3,8 01.04.13 | 1 13.05.20    | 4,9 08.06.05  | 6,8 12.07.13  | 7,6 31.08.12  | 3,4 25.09.18 | −3,6 29.10.1997 | −4,8 29.11.10 | −7,2 16.12.09 | −13,4 1997 |
| Record de chaleur (°C) date du record | 14,2 29.01.02    | 21,2 27.02.19  | 22 30.03.17 | 27,7 21.04.18 | 28,6 27.05.05 | 36,2 29.06.19 | 38,1 23.07.19 | 38,1 07.08.20 | 33 14.09.20  | 27,2 01.10.11   | 21,9 01.11.15 | 15,3 07.12.00 | 38,1 2020  |
| Précipitations (mm)                   | 101,1            | 79,2           | 74,4        | 69,8          | 73            | 63,5          | 60,3          | 68,7          | 68,2         | 102,1           | 107,6         | 124,3         | 992,2      |

| Diagramme climatique                                  |            |           |             |           |              |              |              |              |              |              |             |
| J                                                     | F          | M         | A           | M         | J            | J            | A            | S            | O            | N            | D           |
| 7,62,7101,1                                           | 8,52,779,2 | 114,174,4 | 14,25,769,8 | 17,48,473 | 20,611,263,5 | 22,712,960,3 | 22,713,468,7 | 20,211,568,2 | 15,89,2102,1 | 11,35,8107,6 | 8,53,5124,3 |
| Moyennes : • Temp. maxi et mini °C • Précipitation mm |            |           |             |           |              |              |              |              |              |              |             |

## Urbanisme

### Typologie
Au 1er janvier 2024, Seulline est catégorisée commune rurale à habitat dispersé, selon la nouvelle grille communale de densité à 7 niveaux définie par l'Insee en 2022.
Elle est située hors unité urbaine. Par ailleurs la commune fait partie de l'aire d'attraction de Caen, dont elle est une commune de la couronne,. Cette aire, qui regroupe 296 communes, est catégorisée dans les aires de 200 000 à moins de 700 000 habitants,.

## Toponymie
Seulline fait référence à une petite rivière, affluent de la Seulles, qui prend sa source à Saint-Georges-d'Aunay et qui longe la commune de Coulvain.

## Histoire
La commune est créée le 1er janvier 2016 par un arrêté préfectoral du 17 décembre 2015, par la fusion de deux communes, sous le régime juridique des communes nouvelles instauré par la loi no 2010-1563 du 16 décembre 2010 de réforme des collectivités territoriales. Les communes de Coulvain et Saint-Georges-d'Aunay deviennent des communes déléguées et Saint-Georges-d'Aunay est le chef-lieu de la commune nouvelle.
La commune de La Bigne est intégrée à la commune le 1er janvier 2017.

## Politique et administration
| Période      | Période    | Identité        | Étiquette | Qualité                                                                       |
| ------------ | ---------- | --------------- | --------- | ----------------------------------------------------------------------------- |
| janvier 2016 | avril 2021 | Claude Hamelin, | DVD       | Agriculteur, ancien conseiller général du canton d'Aunay-sur-Odon (1998-2015) |
| juillet 2021 | En cours   | Sylvain Varenne |           | Directeur de cabinet                                                          |

| Nom                           | Code Insee | Intercommunalité          | Superficie (km2) | Population (dernière pop. légale) | Densité (hab./km2) |
| ----------------------------- | ---------- | ------------------------- | ---------------- | --------------------------------- | ------------------ |
| Saint-Georges-d'Aunay (siège) | 14579      | CC Aunay Caumont Intercom | 23,51            | 703 (2021)                        | 30                 |
| La Bigne                      | 14073      | CC Aunay Caumont Intercom | 3,85             | 212 (2021)                        | 55                 |
| Coulvain                      | 14188      | CC Aunay Caumont Intercom | 4,31             | 389 (2021)                        | 90                 |

## Démographie
L'évolution du nombre d'habitants est connue à travers les recensements de la population effectués dans la commune depuis sa création.
En 2022, la commune comptait 1 309 habitants, en évolution de −1,65 % par rapport à 2016 (Calvados : +1,58 %, France hors Mayotte : +2,11 %).
| 2015  | 2020  | 2022  |
| ----- | ----- | ----- |
| 1 320 | 1 310 | 1 309 |